# La marraine du régiment
La marraine du régiment è un film del 1938 diretto da Gabriel Rosca.

## Trama
Una ricca vecchia domestica si offre come madrina per trovare un fidanzato a sua nipote; la giovane entrerà in possesso di un'importante eredità il giorno in cui sposerà un soldato di seconda classe. Perlot e Truffart, soldati di seconda classe in un reggimento di fanteria, vengono scelti dalla madrina come possibili coniugi per la giovane Cascarel.